# Ordynariat polowy Austrii
Ordynariat polowy Austrii (niem. Österreichische Militärdiözese) – rzymskokatolicki ordynariat polowy zapewniający opiekę duszpasterską osobom służącym w siłach zbrojnych Austrii oraz ich rodzinom. Został ustanowiony 21 lutego 1959 roku. Kuria polowa zlokalizowana jest w Wiedniu, natomiast rolę katedry polowej pełni katedra św. Jerzego w Wiener Neustadt.

## Biskupi polowi
- Ferdinand von Hallweil (1773)
- Johann von Kerens SJ (1773–1792)
- Godfried Joseph Crüts van Creits (1803–1815)
- Josef Chrysostomus Pauer (1815–1824)
- Michael Johann Wagner (1833–1836)
- Johann Michael Leonhard (1836–1863)
- Dominik Mayer (1863–1875)
- Anton Josef Gruscha (1878–1890)
- Kalman Belopotoczky (1890–1911)
- Imre Bjelik (1913–1918)
- Franz König (1959–1969)
- Franz Žak (1969–1985)
- Alfred Kostelecky (1990–1994)
- Christian Werner (1994–2015)
- Werner Freistetter (od 2015)